# El Ghali Belahouel
El Ghali Belahouel est un footballeur algérien né le 8 avril 1977 à Mostaganem. Il évoluait au poste de défenseur.
Ses frères Mohamed Belahouel et Hamza Belahouel sont également footballeurs.

## Biographie
Il évolue en Division 1 avec les clubs du MC Oran, de l'ASO Chlef, et du MC Alger.
Avec l'ASO Chlef, il dispute une soixantaine de matchs en première division entre 2003 et 2008. Il se classe deuxième du championnat lors de la saison 2007-2008 avec cette équipe.

## Palmarès
- Vice-champion d'Algérie en 2008 avec l'ASO Chlef
- Vainqueur de la Coupe d'Algérie en 2005 avec l'ASO Chlef
- Finaliste de la Coupe d'Algérie en 2002 avec le MC Oran
- Accession en Ligue 1 en 1997 avec l'ES Mostaganem